# Cantharellus elsae
Cantharellus elsae é uma espécie de fungo pertencente à família Cantharellaceae.